# Каприлес, Мигель де
Мигель де Каприлес (англ. Miguel Angel de Capriles), родился 30 ноября 1906, умер 24 мая 1981, Мехико, Мексика, Мексиканские Соединённые Штаты — американский фехтовальщик из Мексики, президент международной федерации фехтования (FIE), бывший декан юридического факультета Нью-Йоркского университета и один из ведущих мировых лидеровов по фехтованию.

## Биография
Мигель де Каприлес родился 30 ноября 1906 года, в г. Мехико (федеральный округ), столице Мексики.
В 1920 году его семья переехала Соединённые Штаты Америки. Мигелю тогда было 13 лет.
Учился он в Высшей школе торговли в Нью-Йорке, которую окончил в 1924 году. В этом же году Мигель поступил в Нью-Йоркский университет, на экономический факультет. Университет окончил в 1927 году с отличием. По окончании университета Мигель стал административным сотрудником и преподавателем этого же экономического факультета. Его долгая и плодотворная связь с Нью-Йоркским университетом (NYU) продлилась до 1975 года, вплоть до его выхода на пенсию.
Женился на Дороти У. Хафнер, коллеге-фехтовальщице и выпускнице факультета права Нью-Йоркского университета (1938 году). Дороти Хафнер в 1932 году стала чемпионкой по межвузовской борьбе среди женщин.
В возрасте 75 лет, 24 мая 1981 года, в Сан-Франциско, Калифорния, США, Мигель де Каприлес умер.

## Юриспруденция
В период Второй мировой войны Мигель де Каприлес работал в Министерстве юстиции в Вашингтоне (округ Колумбия).
Де Каприлес служил в многочисленных административных учреждениях. Степень магистра экономики Мигель получил в 1931 году. Спустя три года в 1935 году он получил степень доктора права в юридическом факультете.
Будучи профессором права, с 1935 по 1974 годы специализировался в области корпоративного права и финансов.
Основал Межамериканский юридический институт в Нью-Йоркском университете в 1947 году, был директором бюро институциональных исследований и планирования образования с 1953 по 1973 годы, был деканом юридической школы Нью-Йоркского университета (NYU; 1964—1967), а также в качестве вице-президента и главного юрисконсульта Нью-Йоркского университета (NYU) в 1967—1974 годы.
В 1974 году де Каприлес переехал в Сан-Франциско. Работал в колледже Хейстингс, Калифорнийского университета, где и получил звание Заслуженный профессор права.
Им также написано не один десяток статей по корпоративному праву.

## Фехтование
Мигель де Каприлес один из десяти лучших фехтовальщиков в США в период с 1935 по 1951 год.
В течение своей карьеры завоевал 10 национальных титулов по фехтованию. Был членом сборной США по фехтованию в Летних Олимпийских играх с 1932 по 1952 год, выиграв две бронзовые медали (1932 год — шпага и 1948 год — сабля).
Национальный чемпион трёх видов оружия (1933, 34, 41, 42, 47 гг); Президент Международной федерация фехтования (FIE) (1960-64).
Учредитель олимпийского ордена (1975). Главный администратор спорта в США. Капитан Нью-Йоркского университета (1928).
В 1960 году в Риме состоялся олимпийский конгресс. Президентом Всемирной федерации фехтования, тогда был избран Мигель де Каприлес. Это первый случай, когда президентом стал не европеец.
После своего ухода из соревнований в 1952 году продолжал активно участвовать в развитии фехтования.
Мигель де Каприлес является членом Зала славы спорта в Нью-Йорке.